# Valneva
Valneva SE is een Frans biotechnologisch bedrijf gevestigd in Saint-Herblain in de westelijke periferie van Nantes. Het bedrijf ontwikkelt en verkoopt vaccins tegen infectieziekten en heeft productiefaciliteiten in Livingston (Schotland), Solna (Zweden) en Wenen (Oostenrijk).

## Geschiedenis
Valneva werd in 2013 opgericht door een fusie van het Oostenrijkse bedrijf Intercell en het Franse Vivalis SA. Sinds 28 mei 2013 is het genoteerd aan Euronext Paris en sinds 20 december 2019 ook aan de Weense beurs.

## Producten
Valneva brengt het vaccin Ixiaro tegen Japanse encefalitis op de markt, dat is goedgekeurd in Europa, Amerika en Australië; evenals het vaccin Dukoral tegen cholera, dat is goedgekeurd in Europa en Australië.

## Coronavaccin
Valneva ontwikkelt een coronavaccin, VLA2001, op basis van een klassieke technologie van geïnactiveerde virusdeeltjes. Hierbij wordt het virus in een laboratorium onschadelijk gemaakt en wordt het via vaccinatie ingebracht in een lichaam om de afweer van het lichaam te activeren. Het Europees Geneesmiddelenagentschap kijkt sinds begin december 2021 mee met het onderzoek naar het vaccin. De Europese Commissie heeft een overeenkomst gesloten met Valneva voor de aanschaf van bijna 27 miljoen doses van het vaccin.

## Andere vaccins in ontwikkeling
Valneva werkt, behalve aan het coronavaccin, aan de volgende vaccins:
- VLA1553 tegen chikungunya
- VLA15 tegen de lymeziekte (fase III klinische studie van start in derde kwartaal 2022)
- VLA84 tegen colitis pseudomembranacea
- VLA1601 tegen het zikavirus